# Eilema griseata
Eilema griseata là một loài bướm đêm thuộc phân họ Arctiinae, họ Erebidae.